# Carex peucophila
Carex peucophila là một loài thực vật có hoa trong họ Cói. Loài này được Holm mô tả khoa học đầu tiên năm 1905.